# Mike Knox
Michael Shawn Hettinga (San Bernardino (Californië), 17 juli 1978), beter bekend als Mike Knox, is een Amerikaans professioneel worstelaar die actief was in Total Nonstop Action Wrestling (TNA) als Knux waar hij ook lid was van Aces & Eights.
Hettinga was van 2005 tot 2010 bekend van World Wrestling Entertainment (WWE) als Mike Knox.

## In het worstelen
- Finishers
  - Knox-Out
  - Chockeslam
  - 619 (Knox Style)
- Signature moves
  - Inverted fisherman buster
  - Swinging reverse STO
  - Belly to back suplex
  - Bicycle kick or a big boot
  - Diving leg drop
  - High–angle sitout spinebuster
  - Moonsault
  - Running or a jumping knee drop
  - Scoop slam
  - Shoulder block
  - STO backbreaker
  - Flying Bear
- Managers
  - Kelly Kelly
  - Paul Heyman
- Bijnamen
  - "Monstrous" Mike Knox
  - "The Desert Destroyer"

## Prestaties
- Always In There Promotion
  - AIT Heavyweight Championship (1 keer)
- Deep South Wrestling
  - DSW Tag Team Championship (1 keer met Derek Neikirk)
- Impact Zone Wrestling
  - IZW Heavyweight Championship (2 keer)
  - IZW Tag Team Championship (1 keer met Derek Neikirk)